# Родос
Вижте пояснителната страница за други значения на Родос.
Родос (на гръцки: Ρόδος; на италиански: Rodi) е най-големият от Додеканезките острови и най-източният от големите острови на Гърция в Егейско море. Разположен е приблизително на 18 km от крайбрежието на Турция. Населението му през 2004 година наброява 110 000 души, от които 55 000 – 60 000 живеят постоянно в град Родос, главния търговски и обществен център на острова. Град Родос е център на ном Додеканези, който освен остров Родос също включва съседните острови Сими, Тилос, Халки и Кастелоризо (Мегисти).
Исторически островът е известен с Родоския колос, едно от Седемте чудеса на света. Средновековният град е включен в списъка на световното културно и природно наследство на ЮНЕСКО.

## География
Остров Родос има форма на връх на стрела, дълъг е 79,7 km и 38 km широк, с площ 1401 km². Дължината на бреговата линия е около 220 km и е слабо разчленена. Град Родос е разположен в най-северния край на острова, като включва антична част и модерно търговско пристанище. Главното летище Диагорас се намира на 14 km в югозападна посока от град Парадиси. Пътната мрежа на острова представлява множество лъчи от главния град в посока източните и западните брегове. На 22 km северно от него е разположен малкия остров Сими, а широкия 47 km проток Карпатос го отделя на югозапад от големия остров Карпатос. Край западните брегове на Родос се намират малките острови Халки, Алимия, Теодорос, Макри, Трагуса и Нисаки, а южно от него – Прасониси и Хина. Релефът е предимно нископланиниски с максимална височина връх Атавирос (1215 m), околовръст покрай бреговете са разположени малки равнини, а във вътрешността плодородни долини. Изграден е посновно от варовици и мрамори. Флората и фауната са много по-близки до тези в Мала Азия, отколкото до тези в останалите части на Гърция. Вътрешните части на острова са планински и рядко населени, покрити с гори от брутски бор, кипарис, вечнозелен дъб и средиземноморски храсти и богата фауна, включително родоски елен. Забележителни места в острова са: така наречените Петалудес или Долината на пеперудите, където през лятото се събират черни нощни пеперуди; връх Атавирос – най-високата точка на острова (1215 m); местността Седемте извора. Горите покриват около 25% от острова. Земята е скалиста, но съществуват ивици плодородна почва, където под благотворното въздействие на средиземноморския климат се развиват разнообразни култури, като цитрусови плодове, лозя, зеленчуци, маслини и други.
По-известните населени места освен град Родос са курорта Фалираки, Линдос, Хараки, Пефкос, Архангелос, Афанду, Коскину, Ембона, Атавирос, Парадиси и Трианда. Икономиката на целия остров е свързана с туризма, който е основен източник на доходи.

## История
Островът е обитаван от хора още през неолитния период, но много малко е останало от тази култура. През ХVІ век пр.н.е. минойците пристигат на острова. През ХV век пр.н.е. ахейците го завладяват. Островът започва до процъфтява през ХІ век пр.н.е. при идването на дорийците. Именно дорийците по-късно построяват трите важни града Линдос, Ялисос (Трианда) и Камирос, които заедно с Кос, Книдос и Халикарнас образуват Дорийски хексаполис – федерация от шест града.
В една ода на Пиндар се казва, че островът е роден от съюза на бога слънце Хелиос и нимфата Рода. Градовете били наименувани на техните трима синове. Рода е вид цвете – розов хибискус, разпространено естествено на острова.
Островът е опустошен от персите, които през 478 пр.н.е са победени от атиняните и градовете в Родос се присъединяват към Делоския морски съюз. Когато избухват Пелопонеските войни през 431 пр.н.е, Родос запазва неутралитет, въпреки че остава член на Делоския морски съюз. Войната продължава до 404 пр.н.е, но по това време Родос се оттегля изцяло от конфликта и решава да поеме по свой собствен път.
През 408 година пр.н.е. градовете на острова формират единна територия, със столица град Родос, разположен в северния край на острова. Строежът на столицата се надзирава от известния атински архитект Хиподам Милетски. Пелопонеските войни така изтощават цялата гръцка цивилизация, че тя става лесна мишена за нашествия. През 357 година пр.н.е. островът е покорен от цар Мавзол от Халикарнас, а след това пада под властта на персийците (340 г. пр.н.е). За голямо облекчение на гражданите на Родос, персийското управление е кратко и островът става част от разрастващата се империя на Александър Македонски, след като той побеждава персийците.
След смъртта на Александър Велики неговите военачалници се състезават за контрола над империята. Трима от тях, Птолемей, Селевк и Антигон, го наследяват и си разделят империята. Родос си създава здрави търговски и културни връзки с Птолемей в Александрия. Заедно те образуват родоско-египетски съюз, който контролира търговията в Егейско море през 3 век пр.н.е. Градът се превръща в морски, търговски и културен център и неговите монети циркулират почти навсякъде в Средиземноморието. Неговите известни школи по философия и наука, литература и реторика, делят преподавателите си с Александрия.
През 305 г. пр.н.е. Антигон, заедно със своя син Деметрий обсаждат Родос в опит да разрушат съюза му с Египет. Деметрий създава огромни обсадни оръдия. Въпреки това през 304 пр.н.е., след една година обсада, той отстъпва и подписва мирно споразумение, оставяйки след себе си голямото военно снаряжение. Родосците продават оръжията и със събраните пари издигат статуя на техния бог слънце Хелиос, сега известна като Родоския колос.
През 205 година пр.н.е. Филип V Македонски прави опит да подчини Родос, но претърпява поражение в продължилата до 200 г. пр.н.е. Критска война. През 164 г. пр.н.е. Родос подписва споразумение с Рим и става главен учебен център за римските аристократични фамилии. Първоначално градът е важен съюзник на Рим и се ползва с множество привилегии, но по-късно ги губи.
През I век император Тиберий прекарва тук известен период на изгнание, а Свети апостол Павел въвежда на острова християнството. Родос достига своя апогей през III век и е смятан за най-цивилизования и красив град в цяла Гърция. През 395 година започва дълъг период в рамките на Византия, след като Римската империя е разделена на две. Въпреки че е част от Византия, островът е обект на чести набези. За първи път е окупиран от мюсюлманите през 672 година. Много по-късно Родос е върнат към Византия от император Алексий I Комнин по време на Първия кръстоносен поход.
През 1309 година византийската ера свършва и островът е покорен от рицарите хоспиталиери на Малтийския орден. Под управлението на тези Родоски рицари, град Родос е построен наново като модел за идеален европейски средновековен град. Много от прочутите забележителности на града, като двореца на великия майстор на ордена, са построени през този период.
Здравите стени, построени от рицарите, устояват на атаките на египетския султанат през 1444 година.
През лятото на 1480 година шестдесетхилядна османска армия, водена от Метих паша, дебаркира на Родос, който служи за база на пиратите в Егейско море. Османците окупират острова и обсаждат главния град Родос, но не успяват да превземат добре укрепената крепост. През есента те са принудени да се оттеглят, заради изпратените от папата подкрепления за обсадения град.
В крайна сметка Родос пада пред огромната армия на Сюлейман I през декември 1522 година. На неколцината оцелели рицари е позволено да се оттеглят в Кралство Сицилия. По-късно рицарите преместват седалището си на остров Малта. Островът остава владение на Османската империя в продължение на почти четири века.
През 1912 година Италия завзема Родос от турците и островът заедно с останалите Додеканезки острови става територия на Италия.
През 1943 г. през Втората световна война на Родос се водят ожесточени боеве между съюзнически (италианската армия и английските войски) и германските войски. Това става след като Италия сключва примирие със съюзниците и обявява война на нацистка Германия в рамките на т.нар. Додеканезка операция, в която 2500 италиански войници и офицери, командвани от адмирал Иниго Кампиони, и един английски парашутен батальон успешно отблъскват настъпващите германци. През октомври 1943 г. германски парашутен десант на Родос води до обкръжение и пленяване на италианско-английската армейска групировка и разстрел на много италиански войници и офицери, в това число и на адмирал Иниго Кампиони. С подписания Парижки мирен договор (1947) Италия отстъпва на Гърция всички Додеканезки острови и през 1947 година, заедно с другите острови от Додеканезите, Родос е присъединен към Гърция. Островът не е включен във взаимната размяна на бежанци между Гърция и Турция и на него присъства значително малцинство от етнически турци, за разлика от другите егейски острови.

## По-важни исторически забележителности
Някои от най-важните паметници на остров Родос са Акропола в Линдос, Акропола в град Родос, древните градове Ялисос, Камирос, археологическия музей, губернаторският дворец, средновековният град Родос, пощата в град Родос и приютът „Света Екатерина“. Запазени са и венецианските замъци край Монолитос и край Критиния.

## Побратимени градове
- Пърт, Австралия от 1984 г.

## Галерия
- Градската стена
- Крепостта
- Гюлета
- Акрополът
- Меандър
- Главната улица
- Старият град
- Поглед от въздуха към връх Атавирос
- Акрополът на град Линдос
- Пристанището на град Родос
- Старият град
- Колоните на пристанището